# Шоржа (станция)
Эта статья о станции Шоржа. Статья о селе — Шоржа.
Шо́ржа (арм. Շորժա) — железнодорожная станция, расположена на восточном побережье озера Севан на северо-востоке марза (области) Гегаркуник, Армения. Станция расположена на участке Раздан — Сотк.

## Деятельность
- Конечная станция сезонного (летнего)  маршрута Ереван - Шоржа. Отбывать со станции Ереванский вокзал[2] электропоезд будет каждые пятницу, субботу и воскресенье в 08:30 утра. Время прибытия на станцию Севан — 10:28, в Шоржу — в 11:28. В обратном направлении электропоезд со станции Шоржа будет отправляться в 17:00, со станции Севан – в 18:00 и прибывать в армянскую столицу в 20:00.[3]
- Грузовое сообщение осуществляется путём следования через станцию транзитных поездов с рудой из Сотка.